# ポール・ボネ

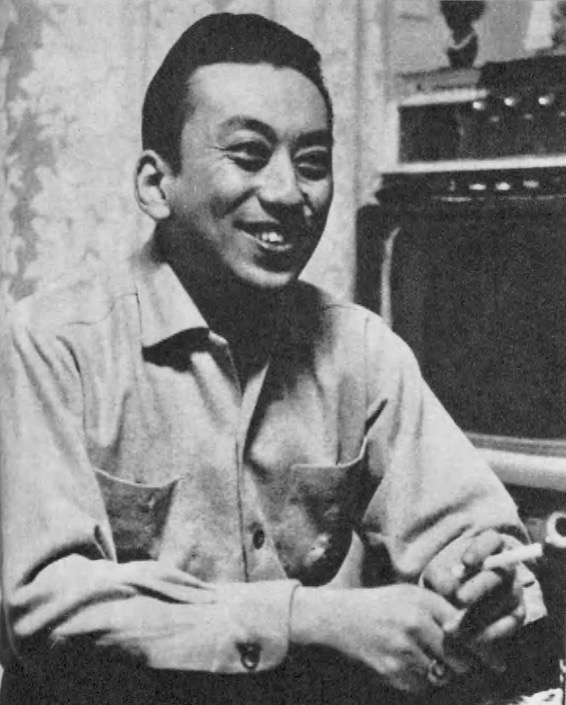
藤島泰輔は「ポール・ボネ」の筆名で多数の書籍を著した。

ポール・ボネ(Paul Bonet) は、在日フランス人で、日本で長期の経験を積んだビジネスマンと自称した著述家。代表作は『在日フランス人の眼』など。

## 略歴
経歴未詳。1964年東京オリンピックの直後に来日したことになっており、本業は貿易商と自称していた。実際は作家・評論家藤島泰輔（ジャニーズ事務所経営者メリー喜多川の夫、藤島ジュリー景子の父）のペンネーム。1975年当時から既に、実在のフランス人であるか疑う声があった。
『週刊ダイヤモンド』誌上で、「在日フランス人の眼」と題したエッセイを週に一度のペースで連載。1970年代半ばから1980年代を経て、1990年代半ばまでの日本の内外の政治・外交・事件や諸々の風潮について、時折り休載を挿みつつ歯に衣着せぬ筆致で論じた。シリーズ『不思議の国ニッポン』（ダイヤモンド社で22冊、内21冊が角川文庫で再刊）で出版された。
他には、各・角川書店で、1987年に書き下ろしの新書版『だから日本は叩かれる』と、1990年に『沈まぬ太陽ニッポン　豊かさとの闘い』（コラム集「月刊正論」で連載、各・角川文庫で再刊）を出版。
1979年と1980年に三天書房（現在は存在しない）で『好きな日本人 嫌いな日本人 ボネ氏のニッポン日記』、『摩訶不思議なニッポン商人』を出し、併せて計26冊の著作が刊行。
1996年刊行の『さよなら、不思議の国ニッポン 在日フランス人の眼』（この著作のみ文庫再刊されず）を最後に、フランス本国に帰国したことになっている（藤島は翌1997年に死去）。

## 著作

### 単著
「不思議の国ニッポン」シリーズ
- 『不思議の国ニッポン 在日フランス人の眼』ダイヤモンド社、1975年。
  - 『不思議の国ニッポン　在日フランス人の眼』 vol.1、角川書店〈角川文庫〉、1982年6月。
- 『不思議の国ニッポン 在日フランス人の眼』 続、ダイヤモンド社、1976年。
  - 『不思議の国ニッポン 在日フランス人の眼』 vol.2、角川書店〈角川文庫〉、1982年8月。
- 『新東方見聞録』ダイヤモンド社、1977年1月。
  - 『不思議の国ニッポン 在日フランス人の眼』 vol.3、角川書店〈角川文庫〉、1982年9月。
- 『不思議の国ニッポン 在日フランス人の眼』 続続、ダイヤモンド社、1978年11月。
  - 『不思議の国ニッポン』 vol.4、角川書店〈角川文庫〉、1982年12月。
- 『ヨーロッパ病気見舞』ダイヤモンド社、1978年3月。
  - 『不思議の国ニッポン』 vol.5、角川書店〈角川文庫〉、1983年3月。
- 『好きな日本人嫌いな日本人 ボネ氏のニッポン日記』三天書房、1979年9月。
- 『不思議の国ニッポン 在日フランス人の眼』 no.4、ダイヤモンド社、1980年3月。
  - 『不思議の国ニッポン 在日フランス人の眼』 vol.7、角川書店〈角川文庫〉、1983年9月。ISBN 4-04-327507-2。
- 『不思議の国ニッポン 在日フランス人の眼』 no.5、ダイヤモンド社、1980年11月。
  - 『不思議の国ニッポン 在日フランス人の眼』 vol.8、角川書店〈角川文庫〉、1983年11月。ISBN 4-04-327508-0。
- 『摩訶不思議なニッポン商人』三天書房、1980年11月。
- 『最近ニッポン事情 毒筆一洗』ダイヤモンド社、1981年8月。
  - 『不思議の国ニッポン』 vol.9、角川書店〈角川文庫〉、1984年10月。ISBN 4-04-327509-9。
- 『ムッシュ・ボネのニッポン日記』ダイヤモンド社、1982年7月。
  - 『不思議の国ニッポン』 vol.10、角川書店〈角川文庫〉、1985年6月。ISBN 4-04-327510-2。
- 『不沈ニッポンInc.』ダイヤモンド社、1983年6月。
  - 『不思議の国ニッポン』 vol.11、角川書店〈角川文庫〉、1986年6月。ISBN 4-04-327511-0。
- 『やはり不思議の国ニッポン 在日フランス人の眼』ダイヤモンド社、1984年5月。
  - 『不思議の国ニッポン』 vol.12、角川書店〈角川文庫〉、1987年6月。ISBN 4-04-327512-9。
- 『ホント不思議の国ニッポン』ダイヤモンド社、1985年4月。
  - 『不思議の国ニッポン』 vol.13、角川書店〈角川文庫〉、1988年6月。ISBN 4-04-327513-7。
- 『新・不思議の国ニッポン 在日フランス人の眼』ダイヤモンド社、1986年6月。ISBN 4-478-94059-2。
  - 『不思議の国ニッポン』 vol.14、角川書店〈角川文庫〉、1989年7月。ISBN 4-04-327514-5。
- 『なぜ？不思議の国ニッポン 在日フランス人の眼』ダイヤモンド社、1987年5月。ISBN 4-478-94063-0。
  - 『不思議の国ニッポン』 vol.15、角川書店〈角川文庫〉、1990年7月。ISBN 4-04-327516-1。
- 『だから日本は叩かれる』角川書店〈Kadokawa books〉、1987年10月。
  - 『だから日本は叩かれる』角川書店〈角川文庫〉、1989年5月。ISBN 4-04-327515-3。
- 『不思議の国ニッポン』 no.15、ダイヤモンド社、1988年6月。ISBN 4-478-94067-3。
  - 『不思議の国ニッポン』 vol.16、角川書店〈角川文庫〉、1991年5月。ISBN 4-04-327517-X。
- 『不思議の国ニッポン 在日フランス人の目』 no.16、ダイヤモンド社、1989年8月。ISBN 4-478-94072-X。
  - 『不思議の国ニッポン』 vol.17、角川書店〈角川文庫〉、1992年6月。ISBN 4-04-327518-8。
- 『沈まぬ太陽ニッポン 豊かさとの闘い』角川書店、1990年8月。ISBN 4-04-834009-3。
  - 『沈まぬ太陽ニッポン 豊かさとの闘い』角川書店〈角川文庫〉、1992年12月。ISBN 4-04-327519-6。
- 『どこまでいっても不思議の国ニッポン 在日フランス人の目』ダイヤモンド社、1990年9月。ISBN 4-478-94076-2。
  - 『不思議の国ニッポン』 vol.18、角川書店〈角川文庫〉、1993年8月。ISBN 4-04-327520-X。
- 『ご用心！不思議の国ニッポン 在日フランス人の目』ダイヤモンド社、1992年4月。ISBN 4-478-94084-3。
  - 『不思議の国ニッポン』 vol.19、角川書店〈角川文庫〉、1994年4月。ISBN 4-04-327521-8。
- 『大揺れ！不思議の国ニッポン 在日フランス人の眼』ダイヤモンド社、1993年5月。ISBN 4-478-94093-2。
  - 『不思議の国ニッポン』 vol.20、角川書店〈角川文庫〉、1995年3月。ISBN 4-04-327522-6。
- 『がんばれ！不思議の国ニッポン 在日フランス人の眼』ダイヤモンド社、1994年5月。ISBN 4-478-94103-3。
  - 『不思議の国ニッポン』 vol.21、角川書店〈角川文庫〉、1996年4月。ISBN 4-04-327523-4。
- 『さよなら、不思議の国ニッポン 在日フランス人の眼』ダイヤモンド社、1996年1月。ISBN 4-478-94120-3。

### 共著・編著・共編著
- M.トケイヤー共著『裸の超大国ニッポン 憂日対談』プレジデント社〈プレジデントブックス〉、1979年4月。